# Abierto Mexicano de Tenis 2025 - Qualificazioni singolare
Le qualificazioni del singolare dell'Abierto Mexicano de Tenis 2025 sono state un torneo di tennis preliminare per accedere alla fase finale. I vincitori dell'ultimo turno sono entrani di diritto nel tabellone principale. In caso di ritiro di uno o più giocatori aventi diritto a questi subentrano gli alternate, coloro che vengono ammessi al tabellone principale a causa dell'assenza di un lucky loser che possa sostituire il giocatore ritirato.

## Teste di serie
1. Mattia Bellucci (ultimo turno, lucky loser)
2. Aleksandar Kovacevic (ultimo turno)
3. Rinky Hijikata (al tabellone principale)
4. Learner Tien (qualificato)

1. Dušan Lajović (ultimo turno)
2. Gabriel Diallo (qualificato)
3. Adam Walton (qualificato)
4. James Duckworth (primo turno)

## Qualificati
1. Gabriel Diallo
2. Adam Walton

1. Nishesh Basavareddy
2. Learner Tien

### Lucky loser
1. Mattia Bellucci

## Tabellone

### Legenda
| - Q = Qualificato - WC = Wild card - LL = Lucky loser | - ALT = Alternate - SE = Special Exempt - PR = Protected Ranking | - w/o = Walkover - r = Ritirato - d = Squalificato |

### Sezione 1
|  | Primo turno | Primo turno                   | Primo turno                   | Primo turno | Primo turno |  |  | Ultimo turno | Ultimo turno    | Ultimo turno    | Ultimo turno | Ultimo turno |  |
|  |             |                               |                               |             |             |  |  |              |                 |                 |              |              |  |
|  | 1           | Mattia Bellucci               | Mattia Bellucci               | 6           | 6           |  |  |              |                 |                 |              |              |  |
|  |             | Christopher Eubanks           | Christopher Eubanks           | 2           | 4           |  |  | 1            | Mattia Bellucci | Mattia Bellucci | 1            | 0            |  |
|  | WC          | Rafael Alfonso de Alba Valdés | Rafael Alfonso de Alba Valdés | 1           | 1           |  |  | 6            | Gabriel Diallo  | Gabriel Diallo  | 6            | 6            |  |
|  | 6           | Gabriel Diallo                | Gabriel Diallo                | 6           | 6           |  |  |              |                 |                 |              |              |  |

### Sezione 2
|  | Primo turno | Primo turno          | Primo turno      | Primo turno | Primo turno |  |  | Ultimo turno | Ultimo turno         | Ultimo turno | Ultimo turno | Ultimo turno |  |
|  |             |                      |                  |             |             |  |  |              |                      |              |              |              |  |
|  | 2           | Aleksandar Kovacevic | 6                | 3           | 6           |  |  |              |                      |              |              |              |  |
|  | WC          | Alan Magadán         | 2                | 6           | 3           |  |  | 2            | Aleksandar Kovacevic | 6            | 2            | 3            |  |
|  |             | Adrian Mannarino     | Adrian Mannarino | 4           | 0           |  |  | 7            | Adam Walton          | 3            | 6            | 6            |  |
|  | 7           | Adam Walton          | Adam Walton      | 6           | 6           |  |  |              |                      |              |              |              |  |

### Sezione 3
|  | Primo turno | Primo turno         | Primo turno         | Primo turno | Primo turno |  |  | Ultimo turno | Ultimo turno        | Ultimo turno        | Ultimo turno | Ultimo turno |  |
|  |             |                     |                     |             |             |  |  |              |                     |                     |              |              |  |
|  | Alt         | Duarte Vale         | Duarte Vale         | 1           | 4           |  |  |              |                     |                     |              |              |  |
|  | WC          | Stefan Kozlov       | Stefan Kozlov       | 6           | 6           |  |  | WC           | Stefan Kozlov       | Stefan Kozlov       | 2            | 4            |  |
|  |             | Nishesh Basavareddy | Nishesh Basavareddy | 6           | 6           |  |  |              | Nishesh Basavareddy | Nishesh Basavareddy | 6            | 6            |  |
|  | 8           | James Duckworth     | James Duckworth     | 4           | 2           |  |  |              |                     |                     |              |              |  |

### Sezione 4
|  | Primo turno | Primo turno            | Primo turno            | Primo turno | Primo turno |  |  | Ultimo turno | Ultimo turno  | Ultimo turno  | Ultimo turno | Ultimo turno |  |
|  |             |                        |                        |             |             |  |  |              |               |               |              |              |  |
|  | 4           | Learner Tien           | Learner Tien           | 6           | 6           |  |  |              |               |               |              |              |  |
|  | Alt         | Federico Agustín Gómez | Federico Agustín Gómez | 1           | 3           |  |  | 4            | Learner Tien  | Learner Tien  | 7            | 7            |  |
|  | Alt         | Dmitrij Popko          | 2                      | 6           | 4           |  |  | 5            | Dušan Lajović | Dušan Lajović | 5            | 67           |  |
|  | 5           | Dušan Lajović          | 6                      | 1           | 6           |  |  |              |               |               |              |              |  |